# Toboły
Toboły (ukr. Тоболи) – wieś na Ukrainie w rejonie koszyrskim obwodu wołyńskiego.